# Ю-Ес-Ей тудей
«Ю-Ес-Ей Тудей» (англ. USA Today, укр. США сьогодні) — перша загальнонаціональна щоденна газета в США. Заснована y Вашингтоні підприємцем Алленом Ньюгартом. Головним редактором першого випуску, що з’явився 15 вересня 1982 року, був призначений Джон Сайгенталер.
Видання поширюється у всіх 50 штатах, Вашингтоні, округ Колумбія, і Пуерто-Рико, а міжнародне видання поширюється в Азії, Канаді, Європі та на островах Тихого океану. В онлайні газета представлена на 37 ресурсах для користувачів зі США і на п’яти додаткових сайтах для читачів з усього світу. 
Контент вирізняється стислими репортажами, використанням кольорових зображень, інфографіки та включенням в оповідь сюжетів популярної культури.

## Історія
Коли видання вперше з’явилося на ринку преси США 1982 р., навіть американський президент Рональд Рейган жартував над нею. Та й сама газета була гідна відпущених на її адресу дотепів. Проте вже через п’ять років після заснування видання урочисті заходи з нагоди ювілею «Ю-Ес-Ей Тудей» президент США відвідав особисто.
Головний директор Gannett Аллен Ньюгарт виношував ідею створення національної газети, незважаючи на критику експертів щодо такого задуму. У продовж років він аналізував видавничий ринок та працював над мрією. 1952 р. він організував друк штатної спортивної газети, а 1966 р. допоміг розпочати випуск Today в Маямі. Досвід організації проєкту з нуля в нього був, і 1979 р. він дозрів для створення загальнонаціональної газети.
| | Подібно до більшості снів чи видінь, думка про нову загальнонаціональну газету взялася не з повітря. Але одного разу проникнувши в мою голову, вона застрягла там назавжди, і я виношував її понад десять років, |
| — Аллен Ньюгарт в книзі Стівена Страуса «Велика ідея, або Як бізнес-винахідники перетворювали свої ідеї на прибутковий продукт» | |

На той рік компанія Gannett видавала 81 газету по всій країні, мала у штабі 4000-ий персонал, випускала щодня приблизно 3,6 млн примірників газет та мала дохід у розмірі більше мільярда доларів. Тоді Ньюгарт вирішив, що прибутки компанії можна поєднати з довготривалою ідеєю. В Gannett ніхто не знав про плани Ньюгарта (він боявся, що його ідею можуть вкрасти та вся слава піде не йому), але в листопаді 1979 р. він мимохіть порушив проблему щодо фінансування в 1 млн доларів. Воно було схвалено, а на питання навіщо директор відповідав невиразно: «Я розберуся з тим, як їх витратити».
Ньюгарт знав, як витратити гроші. 29 лютого 1980 р. робоча група компанії, відома як «Проєкт NN», зустрілася з головою Gannett у Какао-Біч, Флорида, з метою створення національної газети. Це були молоді (найстаршому — 31 рік) амбіційні «генії», що вже мали досвід праці в газетній справі. Ларрі Сакетт займався технологією та супутниковим зв’язком. Його запросили з паризької «Інтернешнл Херальд Трібюн» (International Herald Tribune), яка вже використовувала в той час супутниковий зв'язок для випуску чотирьох видань на двох континентах. Френк Вега взяв на себе поширення в національних масштабах. Пол Кессінджер вивчав питання маркетингу, а Том Керлі — досліджував запити читацької аудиторії.
Від фахівців вимагалося відповісти на чотири питання: «Чи може Gannett друкувати та видавати національну газету?», «Чи можна її розповсюджувати та продавати?», «Чи можуть вони придумати щось унікальне?» та «Чи буде така газета цікава рекламодавцям?» Ньюгарт зауважував, що вони мають бути реалістами: якщо ідея дурна, то вони одразу зупиняться.
«Проєкт NN» почав працювати. В їх руках не було жодної статистики, жодного попереднього досвіду — ідея загальнонаціональної газети виявилася першою. Виникали інші питання щодо кількості газет, які можна продати на день та реально надрукувати, де і як поширювати, чи взагалі буде попит. Кожен з квартету мав своє бачення розв’язання проблеми. Почали виникати суперечки. Але в одному вони були згодні: вони нічого не зможуть урадити, не маючи концепції.
«Ю-Ес-Ей Тудей» була заснована на гребені так званої медіа хвилі 1980-х рр. Разом з CNN (Сі-Ен-Ен), C-Span (Сі-Спен), MTV (Ем-Ті-Ві), ESPN (І-Ес-Пі-Ен) і Entertainment Tonight (Ентертеймент Тунайт), загальнонаціональна USA Today почала використовувати супутниковий зв’язок для розповсюдження інформації всією країною, поступово стаючи серйозним конкурентом для традиційної преси. На той час то було революційне рішення. У грудні 1980 р. Gannett запустив супутникову інформаційну систему, яка дозволила видавництвам на східному та західному узбережжях одночасно публікувати одну і ту саму інформацію з одного супутника. 
На жаль, стало зрозуміло, що рекламодавці не зацікавлені в національних газетах. Проте рекламу часто замовляли в національних журналах, причина — кольоровий друк. Ньюгарту запропонували цю ідею — він її узгодив. Американська газета змінювалась.
Вимальовувалася мета проєкту — кольорова газета, яка розповсюджуватиметься через супутник. Запустився процес створення, в якому виявилася ще одна проблема — Gannett не вистачало потрібних друкарських машин. Це означало великі збитки: купівля та налагодження нового обладнання та фарб, навчання персоналу. Але «Проєкт NN» витримав і це. 
Через пів року досліджень проєкт було визнано технічно реальним: газету можна друкувати, розповсюджувати по всій країні, рекламодавці будуть розміщати там матеріали, читачі, ймовірно, купуватимуть її. Питання прибутку довірено фінансовим спеціалістам Gannett.
Ньюгарт утвердив план видавництва газети. Лише фінансисти були проти, однак протидіяти амбіційності директора не могли. У грудні 1980 р. було об’явлено про план випуску USA Today.
У спеціалістів із фінансів виявилася така ж проблема, як і в четвірки фундаторів газети — не було попередників, не було досвіду, на котрий можна спиратися. Не було відомо хоча б приблизні витрати, а найбільш сприятливий сценарій — це тотальні втрати. Врешті-решт бізнес-план свідчив, що при щорічному доході 250 млн доларів і тиражі 2 млн екземплярів знадобиться цілих 5 років для того, щоб USA Today змогла приносити прибуток. Такий варіант сильно вдарив би по фінансовому стану компанії, для Ньюгарта це могло стати трагічним кінцем кар’єри, а працівники ризикували втратити свою репутацію. 
Ухвалено рішення діяти до кінця, створено багато груп, які впливали на долю газети. Дизайнери працювали над зовнішнім виглядом газети, спортивні редактори намагалися зрозуміти, як освітлювати результати матчів. Але всі мали одну мету — створити унікальну газету з нуля. Це наповнювало працівників ентузіазмом.
11 червня 1981 р. Gannett надрукував перші прототипи запропонованого видання. Два макети дизайну були надіслані ньюзмейкерам та видатним лідерам журналістики для огляду та зворотного зв’язку. Рада директорів Gannett схвалила запуск національної газети під назвою USA Today 5 грудня 1981 р. Після запуску Ньюгарт був призначений президентом і видавцем газети. Ці обов’язки додалися до його тодішньої посади головного виконавчого директора Gannett.
Gannett оголосив про запуск газети 20 квітня 1982 р. USA Today почала виходити 15 вересня 1982 р., спочатку в столичних районах Балтимора і Вашингтона, округ Колумбія, за ціною 25 центів. Успіх був шалений — газету одразу розкупили. Про неї говорили, її активно читали. В день виходу газети на пресконференції, що проводилася на алеї у Вашингтоні, поруч із Ньюгартом перебували лідер сенатської більшості Говард Бейкер, речник палати громад Тип О'Ніл та президент Рональд Рейган. За словами останнього, USA Today була «доказом того, що вільні громадяни Америки можуть мріяти та втілювати свої мрії у реальність».
Після розпродажу першого випуску Gannett поступово збільшив національне поширення газети, досягнувши приблизно 362 879 примірників до кінця 1982 р., що вдвічі перевищує обсяг продажів, який прогнозувала компанія.
|                                                         | Газета USA Today почала виходити в 1982 році, її засновник Аллен Ньюгарт спитав, чи не хочу я вести в ній щотижневу колонку. Це була газета для тих, хто дізнавався новини через телебачення. Торгові автомати з цією газетою навіть виглядали як телеекрани. Спочатку USA Today не сприйняли серйозно. Її навіть назвали «McPaper» — по аналогії з McDonald's. Але газета стала ще одним знаком, що світ змінюється. Моє шоу привертало до нас все більше людей. Сьогодні USA Today — величезна національна щоденна газета, |
| — Ларі Кінг в книзі «А що я тут роблю? Шлях журналіста» | |

10 липня 1984 р. USA Today запустила міжнародне видання, призначене для американських читачів за кордоном, а через чотири місяці, 8 жовтня, було запущено першу трансляцію через супутник міжнародної версії до Сінгапуру. 8 квітня 1985 р. газета опублікувала перший спеціальний розділ, 12-сторінковий бонус під назвою «Бейсбол '85», у якому був попередній перегляд сезону Вищої бейсбольної ліги 1985 р.
До четвертого кварталу 1985 р. USA Today стала другою за величиною газетою у Сполучених Штатах, досягаючи щоденного тиражу 1,4 млн примірників. Загальне щоденне читання газети до 1987 р. (згідно зі статистикою Бюро досліджень ринку Сіммонса) досягало 5,5 млн, що є найбільшим результатом для всіх щоденних газет США. 6 травня 1986 р. USA Today розпочала випуск міжнародного видання у Швейцарії. За даними, опублікованими Gannett у липні 1987 р., USA Today працювала зі збитком протягом більшої частини перших чотирьох років роботи, накопичивши загальний дефіцит у розмірі 233 млн доларів США після сплати податків. Перший прибуток було отримано у травні 1987 р., на шість місяців раніше, ніж за прогнозами корпоративних доходів.
1 вересня 1991 р. USA Today запустила четвертий друкований сайт міжнародного видання в Лондоні для Великої Британії. 1 лютого 1995 р. USA Today відкрила своє перше редакційне бюро за межами Сполучених Штатів у видавництві в Гонконзі; 1996 р. в Лондоні та Москві були створені додаткові редакційні бюро.
17 квітня 1995 р. USA Today запустила веб-сайт для забезпечення висвітлення новин у режимі реального часу. У червні 2002 р. сайт розширився, включивши розділ з інформацією про подорожі та інструментами для бронювання. 
28 серпня 1995 р. у Франкфурті, Німеччина, було запущено п’ятий міжнародний видавничий сайт для друку та розповсюдження видання по більшій частині Європи.
4 жовтня 1999 р. USA Today почала розміщувати рекламу на першій сторінці. 8 лютого 2000 р. Gannett започаткував USA Today Live, покликане забезпечувати висвітлення газети телевізійними станціями по всій країні для використання в місцевих випусках новин та на їхніх вебсайтах; підприємство також забезпечило інтеграцію з веб-сайтом USA Today, який перейшов від текстового формату до аудіо- та відеокліпів з новинним вмістом.
Газета запустила шостий друкарський сайт для міжнародного видання 15 травня 2000 р. в Мілані, Італія. 10 липня відбувся запуск міжнародної друкарні в Шарлеруа, Бельгія.
2001 р. було запущено два інтерактивні блоки: 19 червня газети USA Today і Gannett Newspapers запустили USA Today Careers Network (тепер Careers.com) — веб-сайт, що містить локалізовані списки вакансій. 18 липня було запущено Центр новин USA Today — сервіс інтерактивних телевізійних новин, розроблений через спільне підприємство з On Command Corporation. В листопаді USA Today перенесла свою діяльність із попередньої штаб-квартири Gannett в Арлінгтоні, штат Вірджинія, до нової штаб-квартири компанії в сусідньому Макліні.
12 грудня 2005 р. Gannett оголосив, що об’єднає окремі ньюзруми онлайн- і друкованих організацій USA Today.
У грудні 2010 р. USA Today запустила API USA Today для обміну даними з партнерами всіх типів.
2017 р. на деяких сторінках вебсайту USA Today з’явилася функція автоматичного відтворення відео- або аудіоісторій. 

## Структура «Ю-Ес-Ей Тудей»
Макет газети складався із чотирьох секцій, які являли собою окремі зошити. Перший, «Головний блок», розповідав про події з різних куточків Сполучених Штатів. У кольоровій версії розділ оформлювався у блакитному тоні, який відповідав логотипу і загальній стилістиці газети. USA Today публікує кожну завершену статтю на першій сторінці секції.
З березня 1998 р. випуск «Життя» щоп'ятниці був розділений на дві частини. Одна — розважальної тематики, інша — про подорожі. Перша має назву Weekend, друга — Destignations&Diversions.
Міжнародне видання має дві секції: «Новини» та «Гроші» в одному, «Спорт» та «Життя» в іншому.
На відміну від багатьох щоденних газет, «Ю-Ес-Ей Тудей» не виходить по субботах та неділях, хоча раніше газета з 19 січня 1991 р. видавала спеціальні випуски щовихідних.
Кавер-сторі — головний матеріал, винесений на першу сторінку. 
При цьому матеріал (в газеті він називається фіче — feature) не має прямої вказівки на те, що саме він є стрижнем випуску, а читач орієнтується здебільшого за обсягом та місцем публікації — той текст, який займає найвигіднішу позицію, і є головним. Творці редакційної формули «Ю-Ес-Ей Тудей» вирішили використати саме «кавер-сторі». 
Кожна секція позначається певним кольором та літерою у верхньому лівому кутку першої сторінки розділу. «Новини» мають синій колір, розділ «Гроші» — зелений, «Спорт» — червоний, «Життя» — пурпуровий. Кольори обрані не навмання: синій асоціюється зі спокоєм; зелений — доларовими купюрами; червоний — динамікою, рухом; фіолетовий — різноманіттям та непередбачуваністю. Помаранчевий використовується для бонус-секцій.
Обкладинка показує узагальнене описання заголовків історій, що представлені в усіх чотирьох основних та спеціальних секціях.
Як національна газета, «Ю-Ес-Ей Тудей» не може фокусуватися на погоді лише одного міста. Тому вся задня сторінка секції «Новини» використовується як погодна мапа континентальної частини США, Пуерто-Рико та Віргінських островів, а також для списків температури багатьох міст США та світу. Кольорова карта з прогнозом погоди була створена Джорджем Роріком, дизайнером «Ю-Ес-Ей Тудей». Вона була скопійована газетами по всьому світу, змінюючи традиційний стиль.
Рубрика «Across the USA» містить огляд звітів з Assosiated Press — по одному заголовку з кожного штату. Так само в спортивній секції в рубриці «For the record» представлено короткий виклад виграшних чисел попередньої дати закінчення всіх національних лотерей.
Головна стаття розташовується у верхній правій частині першої сторінки. Коментарі та політичні карикатури займають останні кілька сторінок. Дизайн газети був визначений як неовікторіанський.

## Дизайн
Загальний стиль газети та розширене використання графіки, розроблені Ньюгартом у співпраці зі штатними графічними дизайнерами Джорджем Роріком, Семом Уордом, Сьюзі Паркер, Джоном Шерлоком та Вебом Браянтом, були не сприйняті критиками, які називали її «McPaper» або «телебачення, в яке можна загорнути рибу». Таку реакцію викликало те, що в газеті вирішили включати стислі шматочки інформації, більш схожі на телевізійні новини, а не глибокі історії, традиційні для газет. Попри критику, стиль було схвалено аудиторією. 
Для створення кольорової газети довелося багато працювати. За це був відповідальний Чак Блевінс. Влітку 1982 р. весь час він проводив у друкарні Gannett у Гейнсвіллі, штат Флорида, намагаючись змусити застарілі друкарські верстати створити чисті кольорові екземпляри газети, але безрезультатно: зображення виходили змащені, а кольорові знімки — нечіткі. Зрештою, за три тижні до виходу газети Блевінс неохоче визнав: апаратуру треба міняти. Представники Goss, до яких він звернувся, сказали, що на доставлення обладнання знадобиться півтора місяця. Проте через тиждень Goss привезла та встановила дві величезні друкарські машини. Випробування були блискучими, і через деякий час перші екземпляри USA Today вийшли з друку.
Станом на 1997 р. під впливом USA Today у всьому світі було змінено зовнішній вигляд газет і ставлення до них.
Спочатку лише передні сторінки розділу новин були представлені чотирма кольорами, а інші друкувалися у форматі плашкового кольору. 2 липня 1984 р. газета перейшла з переважно чорно-білої на повноколірну фотографію та графіку в усіх чотирьох розділах. 
Оригінальний логотип використовувався з 1982 по 2012 рр.

## Стиль
Видання відоме тим, що перетворило новини на історії, які легко читати та розуміти. Газета використовує специфічний спосіб подачі інформації — так званий візуальний сторітелінг. Характерна особливість цієї рубрики — публікація протилежних точок зору. Найчастіше опозиційну точку зору висвітлює автор-гість, зазвичай експерт у тій чи іншій сфері. Газета намагається створювати тексти, зрозумілі пересічним американцям. Багато подій залишається за кадром, бо вони вважаються нецікавими для аудиторії. «Ми не збираємося силою заштовхувати шматок у горло того, хто його не хоче», — так відповів Ньюгарт, коли його запитали, чому «Ю-Ес-Ей Тудей» не пише про актуальні проблеми, наприклад про дефіцит бюджету.
На противагу сухому стилю ділових газет на кшталт The Wall Street Journal і The New York Times, «Ю-Ес-Ей Тудей» видавалася з кольоровими фотографіями і великими діаграмами, які широко висвітлювали події спорту і життя відомих людей. Підкреслюючи свою національну спрямованість, видання стало добре відомим за суспільні опитування. Видання розраховане на широку аудиторію, але намагається уникати відвертої бульварності. «Ю-Ес-Ей Тудей» однією із перших запропонувала аудиторії короткі повідомлення в обрамленні яскравих ілюстрацій та великих фото.
З чиєї-то легкої руки «Ю-Ес-Ей Тудей» почали називати McPaper — за аналогією з ресторанами швидкого харчування McDonald's. Мовляв, ніякої їжі для розуму, свого роду фаст-фуд від журналістики.

## Сайт
У квітні 1995 р. був запущений веб-сайт USA Today Online. Дизайн сайту розроблений компанією Fantasy Interactive. 2012 р. сайт газети був перероблений. До нього була включена система управління контентом, відома як Престо (Presto).
На сайті USA Today.com активно використовується відеоконтент. Інформаційні відео подаються в форматі новинних сюжетів. Середня тривалість відеосюжету — 2,5 хвилини.

### Рубрики
- Новини (нація, світ);
- Спорт;
- Життя (розваги, кіно, музика, телебачення, бестселери, телепрограма, ігри, кросворд);
- Гроші (ринок, бізнес, особисті фінанси, автомобілі, пенсії);
- Технології (новини, відгуки, азартні ігри);
- Подорожі (рейси, напрямки, ділові поїздки, угоди, американський досвід);
- Думки (дискусії, анімація, голоси, лідери);
- Погода;
- Вибори;
- Поліція США.

### Довідкова інформація
- Редакційна політика «Ю-Ес-Ей Тудей»;
- Виправлення і роз'яснення в газеті;
- Прес-центр;
- Медіа-партнери;
- Оголошення;
- Реклама;
- Стажування;
- Мережа розробників.

Щодо структури сайту, то в ній наявні не 4, а 7 тематичних розділів. Окрім вже згадуваних «Новини» (News), «Гроші» (Money), «Спорт» (Sports), «Життя» (Life), є також рубрики «Технології» (Tech), «Подорожі» (Travel) та «Думки» (Opinion).
Кожна з секцій має власну структуру, орієнтовану на зручне користування, швидкий пошук та привабливий дизайн. Розділ «Новини» (News [Архівовано 11 жовтня 2017 у Wayback Machine.]) висвітлює весь спектр політичних новин, світові події, теми, що торкається охорони здоров’я, безпеки життя, незвичні дивні події. Також у розділі працює блог, де читачі обмінюються думками, ведуть дискусії тощо. Наповнення блогу складає 1,5 млн сторінок щомісячно.
Розділ «Гроші» (Money [Архівовано 10 жовтня 2017 у Wayback Machine.]) надає оперативну ексклюзивну інформацію фінансової та ділової галузей. Відбувається щохвилинне оновлення котирування акцій. Окрім традиційної ділової тематики публікуються матеріали на теми пенсійних фондів, персональних фінансів, а також рубрика «Автомобілі». Аудиторія розділу складає 5 млн унікальних відвідувачів на місяць.
Розділ «Спорт» (Sports [Архівовано 10 жовтня 2017 у Wayback Machine.]) має найбільшу аудиторію — близько 5 млн користувачів на місяць. Інформація представлена у більше, ніж 20 різноманітних рубриках. окрім традиційної інформації про спортивні події, usatoday.com надає можливість оцінити ту чи іншу подію, спортивну особистість, ситуацію тощо. В секції працює декілька блогів, постійно проводяться опитування читачів. Високоякісні ілюстрації є ще одним приводом навідатися на сторінки.
Розділ «Життя» (Life [Архівовано 11 жовтня 2017 у Wayback Machine.]) знайомить користувачів із новинками у світі поп-культури. Кореспонденти «Ю-Ес-Ей Тудей» відвідують усі визначні події у світі шоу та моди, надаючи можливість читачам не лише прочитати про чергове вручення «Греммі», а й подивитися відеосюжет із місця події.
Розділ «Технології» (Tech [Архівовано 10 жовтня 2017 у Wayback Machine.]) акцентує увагу на новинках у світі технологій, пропонуючи читачам повідомляти про власні винаходити задля знаходження спонсорів та інвесторів. На сайті всебічно висвітлюються технологічні заходи, як-от Міжнародна виставка споживчої електроніки (CES), Виставка Асоціації стільникової телекомунікаційної індустрії (CTIA Wireless), Виставка-шоу індустрії відеоігор (E3) тощо. У розділі також представлені поради фахівців та користувачі щодо різних гаджетів та технологій, регулярні огляди від CNET (веб-сайту, присвяченого комп’ютерним технологіям).
Розділ «Подорож» (Travel [Архівовано 11 жовтня 2017 у Wayback Machine.]) надає інформацію як туристам, так і бізнес-мандрівникам. На сторінці надається інформація про розклад аеропортів, круїзи, готелі тощо. Працює також інтерактивна мапа, на якій можна прокласти власний маршрут. Блоги мандрівників рясніють від різноманітних порад та оглядів. Особливою гордістю для usatoday.com є фотогалерея сторінки.
На відміну від друкованої версії газети, всі коментарі винесено в електронному варіанті в окремий розділ «Думки» (Opinion [Архівовано 11 жовтня 2017 у Wayback Machine.]). Саме там розташовані тексти колумністів, експертів, коментаторів тощо.
В онлайн-режимі для відвідувачів працює сервіс «Погода» (Weather [Архівовано 11 жовтня 2017 у Wayback Machine.]), який надає детальні інфографічні дані про погоду не тільки США, але й провідних міст світу.

## Крос-медіа
За 30 років існування видання «Ю-Ес-Ей Тудей» досягло 4-го рівня крос-медіа. За визначенням Геррі Хейса, crossmedia 4.0 — нелінійний розподіл контенту між багатьма платформами, створення умов такої собі гри, коли учасник живе «всередині», обираючи власний шлях розвитку історії. Автор крос-медійного проекту повинен «жити» в історії разом зі своєю аудиторією — вступати в дискурс, відповідати на коментарі.
Сучасна структура «Ю-Ес-Ей Тудей» будується за принципом конвергенції. Видання поєднує різні види комунікації (тексти, ілюстрації, аудіо та відеоконтекст, блог-комунікацію, форум-сервіси). Виходячи з того, що медіа не надає даних про окремі структури редакції газети і інтернет-платформи, а повідомляє про загальний склад працівників ЗМІ, можна припустити, що організована діяльність за принципом крос-медійної редакції. Журналісти займаються не лише традиційною вербальною діяльністю, але й готують аудіо та відео продукти, беруть участь в онлайн конференціях, аналізують вебкасти та готовлять подкаст-файли.
Окрім власне продукції «Ю-Ес-Ей Тудей» функціонують також партнерські структури, які не тільки розширюють бренд, але формують нові інформаційні ніші, які мають неабияку перспективу розвитку в аналоговому та інтернет-просторі. До їх складу входять:
- «Ю-Ес-Ей Уїкенд» (USA WEEKEND) — тижневий газета-журнал. Його завдання — задовольняти інформаційні запити читачів у вихідні, коли не видається «Ю-Ес-Ей Тудей». Видання розповсюджується саме собою, а також поширюється разом із більш ніж 800 американськими газетами. Це здебільшого розважальне медіа, яке полюбляють мешканці США. Вважається, що кожне п’яте господарство країни читає це видання. Загальний наклад на кінець 2012 р. склав 22,25 млн примірників[11]. Видання існує у друкованому вигляді. Оформивши передплату, можна отримувати його на електронну пошту.

- Тижнева електронна газета «Спортс Уіклі» (Sports Weekly) нагадує звичайні паперові видання, але у псевдо поліграфічному (цифровому) вигляді. Читач має можливість продивлятися заголовки, перегортати сторінки, але видання надає додаткову інформацію. Натискаючи на текст, фото, інфографічний елемент тощо, можна збільшити зображення, дізнатися додаткові відомості про автора та подію.

- Електронний ресурс «Ю-Ес-Ей Тудей. Освіта» (USA Today. Educational). Освітні програми «Ю-Ес-Ей Тудей» працюють з 1983 р., і сьогодні у США нема аналогів у цій галузі. У програмах, орієнтованих на підвищення грамотності населення, беруть участь понад 400 коледжів країни. Студенти вчаться сприймати газетну інформацію, аналізувати її та роботи власні висновки. В межах освітньої програми існує декілька напрямків: звичайна паперова та електронна газети «Ю-Ес-Ей Тудей», навички аналітичного читання, погляд у майбутнє (читання професійних та технічних текстів), лінгвістичний курс англійської мови (3 рівні), курс із розуміння текстів, курс інтенсивного читання влітку, «Навчальний табір читання» (інтенсивний 6-тижневий курс читання), «Культурна мозаїка» (курс міжкультурної комунікації, орієнтований на вивчення ментальних особливостей афроамериканців, латиноамериканців, американських індіанців, європейських, азійсько-тихоокеанських американців), графічні курси «Ю-Ес-Ей Тудей», вибір кар’єри у середній школі (курс для самовизначення учнів, який допомагає обрати майбутню професію), вибір кар’єри у виші, програма грантів, «Журналістський шлях “Ю-Ес-Ей Тудей”» (програма викладає фундаментальні програми журналістики). На ресурсі наявна також низка електронних уроків за різними темами, побудованих на основі публікацій газети[12].

- Інтернет-ресурс, присвячений пошуку роботи, «Кар’єрбілдер» (Careerbuilder).

## Соціальні мережі
Видання має свої сторінки у соцмережах YouTube, Facebook, Twitter, Instagram та Pinterest. Вони пропонують найактуальніші новини, найбільш цікаві історії з життя суспільства, кумедні сюжети та матеріали для натхнення.

## Телепередачі
1987 р. Gannett Company і продюсер Грант Тинкер почали розробляти серію тележурналів для першого запуску синдикації (прим. Телевізійна синдикація — це продаж права показу одних і тих самих телевізійних передач відразу декільком мовникам). Так виникло «USA Today: Телешоу», яке пізніше перейменували у «USA Today».
Дебютувала 12 вересня 1988 р. У серії включень брали участь кореспонденти: Еді Магнуса, Робін Янг, Бойд Метсон, Кеннет Вокер, Дейл Харімот, Енн Ебернаті, Білл Маккати, Бет Руйяк.

### Шоу поділялось на блоки
- Новини;
- Гроші;
- Спорт;
- Життя.

Програма отримала низькі рейтинги та негативні відгуки критиків. У листопаді 1989 р., після одного з половиною сезонів, телевізійна версія «Ю-Ес-Ей Тудей» була скасована. Останній вихід в ефір відбувся 7 січня 1990 р.

## Про Україну
Журнал Foreign Policy повідомляє, американська газета USA Today опублікувала на першій сторінці випуску (від 10 лютого 2015 р.) карту України без Криму.
«У той час як Захід відмовляється визнавати приєднання Криму до Росії, це зробила одна з найбільших газет», — відзначає журнал.
Основні конкуренти USA Today — Wall Street Journal і New York Times — опублікували карту України з Кримом.

## Рекорди
29 січня 1988 р. USA Today опублікувала найбільший випуск у своїй історії — 78-сторінкове видання вихідного дня з розділом попереднього перегляду Суперкубок XXII. Воно містило 44,38 сторінки реклами. Було продано 2 114 055 примірників, що стало одноденним рекордом для американської газети (побито сьома місяцями по тому, 2 вересня, коли вихідне видання до Дня праці продано обсягом у 2 257 734 примірники). 
До липня 1991 р. Бюро досліджень ринку Сіммонса підрахувало, що загальна щоденна аудиторія USA Today становила майже 6,6 млн, що є рекордним показником і найбільшою кількістю читачів серед будь-яких щоденних газет у Сполучених Штатах.
12 вересня 2001 р. газета встановила рекорд за одноденний тираж, продавши 3 638 600 примірників видання, яке висвітлювало атаки 11 вересня.

## Скандали

### Пішов у відставку головний редактор (2004)
Головна редакторка американської газети USA Today подала у відставку через скандал навколо кореспондента Джека Келлі. Журналіст був звинувачений у фальсифікації фактів і плагіаті, тому його негайно звільнили. До списку гріхів Джека Келлі потрапили вигадане інтерв’ю з дочкою іракського генерала, вигадані репортажі з Росії, Ізраїлю, Куби, куди він навіть не їздив.
За даними «Ю-Ес-Ей Тудей», комісія (з трьох старших редакторів і шести співробітників) більш як місяць ретельно перевіряла 720 статей і репортажів, які Келлі написав у період з 1993 по 2003 рр.
Комісія дійшла висновку, що журналіст сфабрикував цілий ряд гучних репортажів з гарячих точок, які дозволили йому створити імідж безстрашного репортера. Келлі вважався зіркою газети, але в січні був змушений покинути її після того, як з’явилися перші повідомлення про фальсифікації. Комісія встановила, що приблизно 100 матеріалів були написані з порушенням журналістських канонів і професійної етики.

### Газета закликала американців не голосувати за Трампа (2016)
Газета USA Today вперше за свою 34-річну історію закликала своїх читачів не голосувати за одного з кандидатів у президенти США. Редакція одного з найбільших періодичних видань країни впевнена, що Дональд Трамп не підходить на посаду президента. 
У редакційній колонці під яскравим заголовком «Не голосуйте за Трампа» зазначаються причини екстраординарного для USA Today рішення. Редакція підкреслила, що виступає саме проти Дональда Трампа, а не за кандидата від демократів Гілларі Клінтон.

## У масовій культурі
Протягом років газета була спародійована у багатьох медіа.

### Кіно
- Назад у майбутнє 2 — головний герой Марті Макфлай читає газету від 22 жовтня 2015 р.
- Згадати все — спін-офф версія газети під назвою Марс Сьогодні.
- Особлива думка — анімована електронна версія газети, що динамічно оновлюється.
- КША. Конфедеративні штати Америки — альтернативна версія газети під назвою «КША Тудей».

### Телебачення
- Вавилон-5 — газета з тим самим логотипом, але під назвою «Всесвіт сьогодні» з’являється у кількох епізодах. Друкується вона на стенді.
- Сімпсони — головний герой мультсеріалу Гомер у п'ятому епізоді третього сезону читає газету US of A Today. На першій сторінці розміщено заголовок «Улюблений олівець Америки — №2 це №1». Також Гомер каже наступне: «Це єдина газета України, яка не боїться говорити правду: це просто відмінно».
- Bender's Big Score — газета «Ю-Ес-Ей Тудей» від 8 листопада 2000 р. має заголовки «Буш переміг» та «Неприємний робот все ще на волі».

### Музика
- До альбому «Що я роблю» (2004) кантрі-співака Алана Джексона входить пісня «Ю-Ес-Ей Тудей».

## Цікаві факти
- Відвідувачам готелю Hilton під двері приносять свіжий випуск «Ю-Ес-Ей Тудей».
- Роб Кріллі